# Vorarlberský zemský sněm

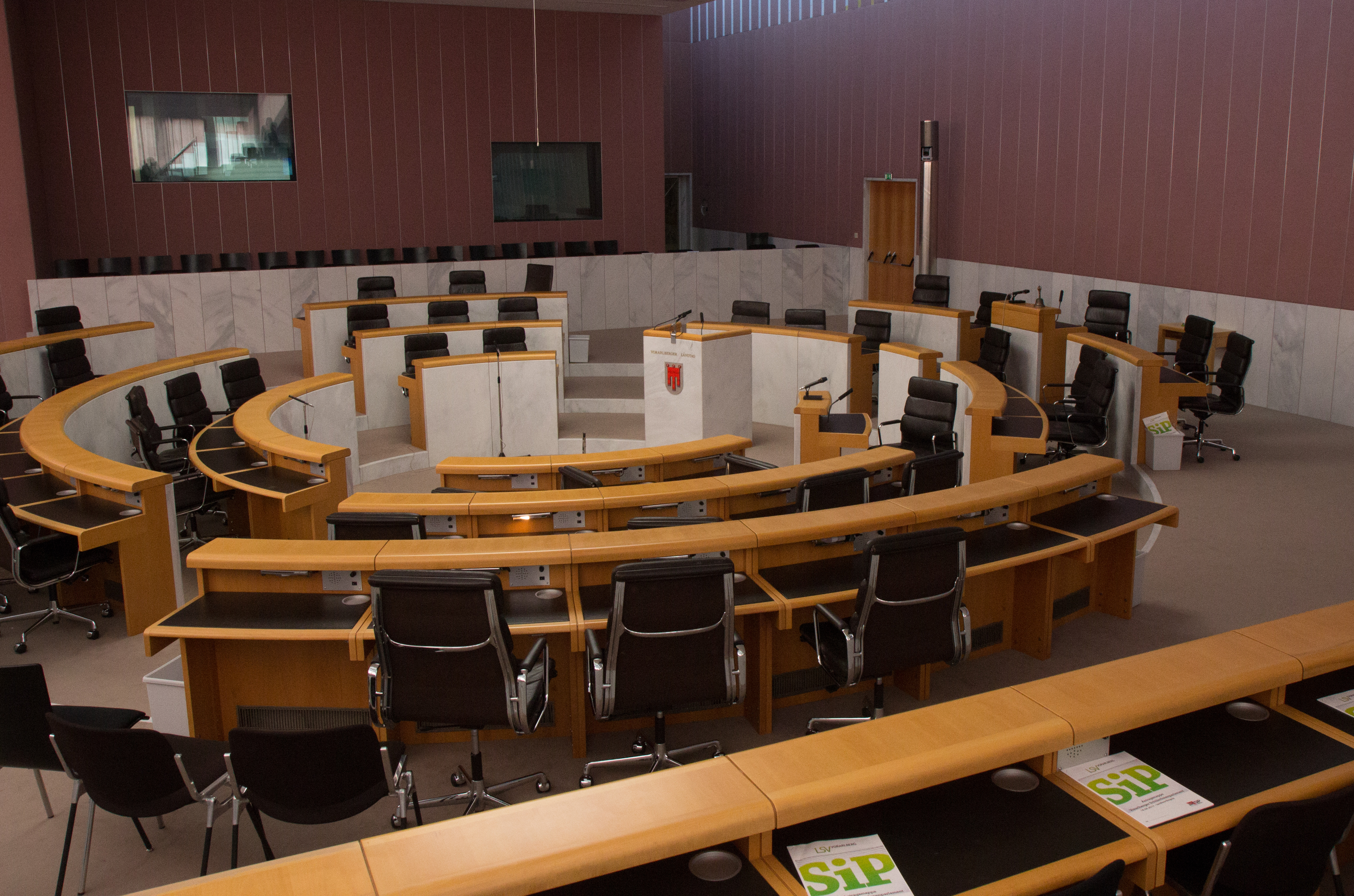
Zasedací místnost Vorarlberského parlamentu, Landhaus Bregenz

Vorarlberský zemský sněm (německy Vorarlberger Landtag) je volený zákonodárný sbor v spolkové zemi Vorarlbersko v Rakousku. Vznikl v 2. polovině 19. století v rámci přechodu na ústavní formy regionální a zemské samosprávy. Za Rakouska-Uherska byl jedním ze zemských sněmů Předlitavska. A zachován zůstal i po zániku monarchie v meziválečné i poválečné republice.
Má 36 poslanců. Je volen na funkční období pěti let (aktuální složení určily zemské volby v Vorarlbersku v roce 2009). Sněm má zákonodárnou pravomoc na zemské úrovni, dále volí a kontroluje zemskou vládu v čele se zemským hejtmanem a schvaluje zemský rozpočet.